# Munificentissimus Deus

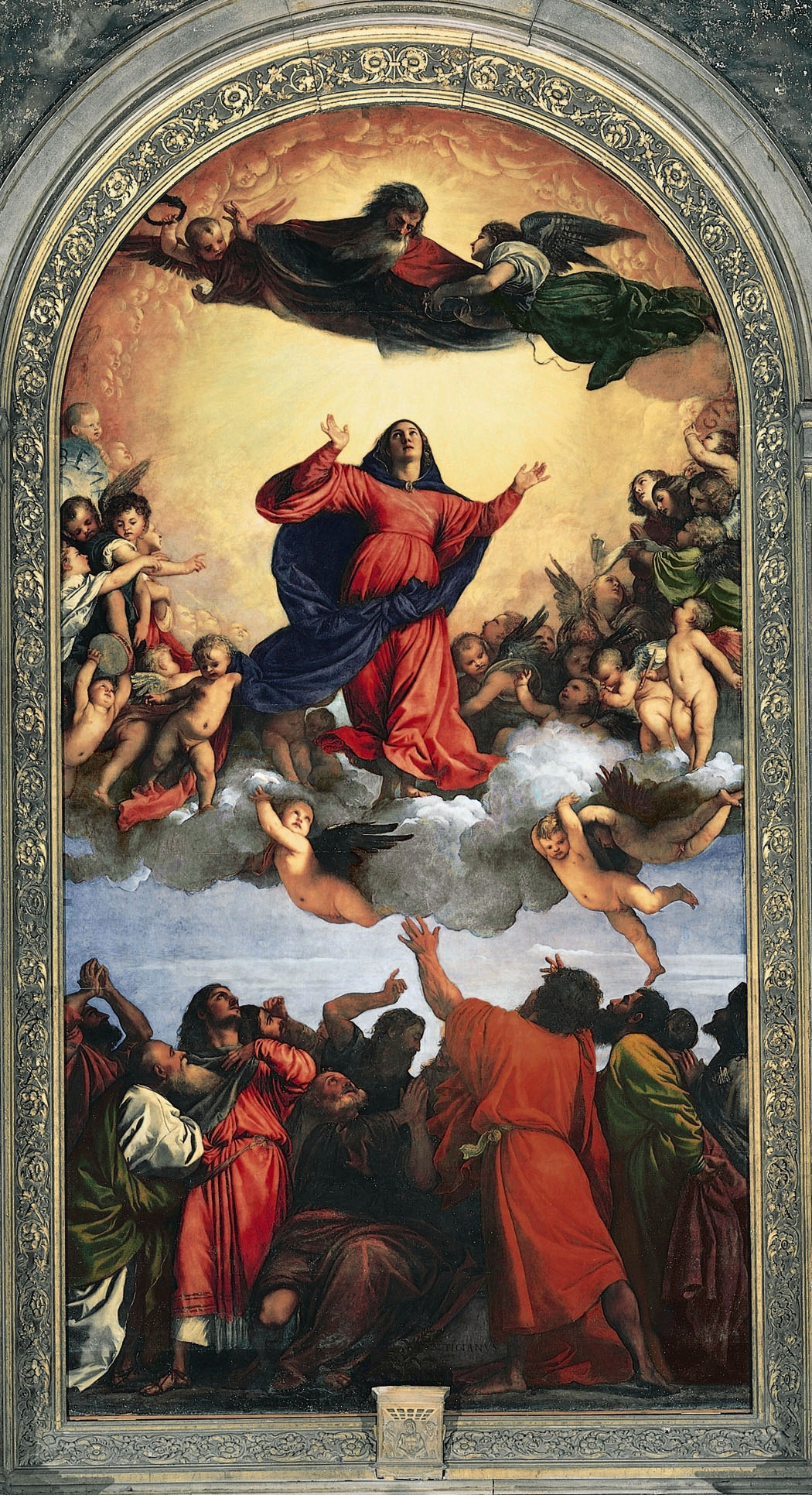
Maria-tenhemelopneming op een schilderij van Titiaan

Munificentissimus Deus (Latijn voor De allervrijgevigste God) is de apostolische constitutie waarmee paus Pius XII in 1950 - ex cathedra - het dogma fidei van de lichamelijke opneming van Maria in de hemel bevestigde. Het was het tweede onfeilbare dogma in de geschiedenis van de kerk en het eerste sinds de afkondiging van de onfeilbaarheid van de paus, na het Eerste Vaticaans Concilie (1869-1870). Het eerste onfeilbare dogma betrof de Onbevlekte Ontvangenis van Maria, in 1854 afgekondigd door paus Pius IX, in zijn apostolische constitutie Ineffabilis Deus.
In navolging van Pius IX, besloot Pius XII - alvorens tot de afkondiging van het dogma over te gaan - een rondschrijven te richten aan alle bisschoppen, met de vraag hoe zij aankeken tegen de lijfelijke tenhemelopneming van Maria. Dit deed hij in de encycliek Deiparae Virginis Mariae, van 1 mei 1946. Op grond van de antwoorden, concludeerde de paus dat het toch ons tijdsgewricht (is), waarin het privilege van de lichamelijke Tenhemelopneming der Moeder Gods en Maagd Maria twijffelloos in een helderder licht ging schitteren.
De paus onderzocht daarnaast talloze bronnen, met name op het gebied van de religieuze traditie. Hij nam daarbij werken van zijn voorgangers in ogenschouw, maar ook de verslagleggingen van het eerbetoon dat Maria in de geschiedenis door het gelovige volk werd gebracht. Ter onderbouwing van het dogma deden ook de werken van oudere schrijvers als Johannes Damascenus, Franciscus van Sales, Robertus Bellarminus, Antonius van Padua, Albertus Magnus en anderen.
De formulering van het dogma is als volgt:
Daarom na telkens en telkens opnieuw onze smeekbeden tot God te hebben verheven en de Geest der Waarheid te hebben aangeroepen: tot glorie van de Almachtige God, die met bijzondere welwillendheid zijn gaven aan de Maagd Maria heeft uitgedeeld: ter ere van zijn Zoon, de onsterfelijke Koning der eeuwen en de overwinnaar op zonde en dood; tot grotere roem van Christus' eerbiedwaardige Moeder en tot blijdschap en jubel van heel de Kerk; op gezag van Onze Heer Jezus Christus,van de Zalige Apostelen Petrus en Paulus en dat van Onszelf: roepen Wij uit, verklaren en definiëren Wij, dat het een door God geopenbaard dogma is: dat de Onbevlekte Moeder Gods altijd Maagd Maria, na het voltooien van haar aardse levensbaan, met lichaam en ziel tot de hemelglorie is opgenomen.
De formulering laat bewust in het midden of Maria op het moment van opneming in de hemel, al was overleden, of dat zij net als de profeet Elia levend in de hemel werd opgenomen.
Het feest van Maria-Tenhemelopneming wordt gevierd op 15 augustus.